# Железничка станица Прибој
Железничка станица Прибој је једна од железничких станица на прузи Београд—Бар. Налази се насељу Прибој у општини Прибој. Пруга се наставља у једном смеру ка Бистрици на Лиму и у другом према Штрпцима. Железничка станица Прибој састоји се из 8 колосека.

## Повезивање линија
- Пруга Београд—Бар